# Paramunnopsis justi
Paramunnopsis justi is een pissebed uit de familie Munnopsidae. De wetenschappelijke naam van de soort is voor het eerst geldig gepubliceerd in 1988 door Jörundur Svavarsson.